# Meioneta semipallida
Meioneta semipallida är en spindelart som beskrevs av Chamberlin och Ivie 1944. Meioneta semipallida ingår i släktet Meioneta och familjen täckvävarspindlar. Inga underarter finns listade i Catalogue of Life.